# Roy Haynes
Roy Owen Haynes (født 13. marts 1925 i Roxbury, Boston, Massachusetts, død 12. november 2024) var en amerikansk jazztrommeslager, der i sin over 80 år lange karriere spillede med alle jazzens store musikere, og var en af de mest indspillede trommeslagere i denne genre. Haynes fik i 1950'erne tilnavnet Snap Crackle, på grund af sit præcise, lette, skarpe og elegante trommespil. Han var leder af sine egne ensembler, og indspillede en del plader i eget navn. Haynes regnes sammen med Elvin Jones og Tony Williams, som en af jazzens mest betydningsfulde trommeslagere.

## Diskografi
- Roy Haynes (1954)
- We Three (1958)
- Just Us (1959)
- Out Of The Afternoon (1962)
- Cymbalism (1962)
- Cracklin (1962)
- People (1964)
- Chick Corea – Now He Sings Now He Sobs (1968)
- Hip Ensemble (1971)
- Senyah (1973)
- Togyu (1973)
- Sugar Roy (1976)
- Thank You Thank You (1977)
- Vistalite (1977)
- Live At The River Bop (1979)
- True Or False (1986)
- When It Haynes It Roars (1993)
- My Shining hour (1994)
- HomeComing (1994)
- Te-Vous (1995)
- Praise (1998)
- Roy Haynes trio (2000)
- Birds Of Feather: A tribute to Charlie Parker (2001)
- Fountain Of Youth (2002)
- Love Letters (2003)
- Whereas (2006)
- The Island (2007)
- Roy-Alty (2011)